# جزيئية
الجزيئية في الكيمياء هي الإشارة إلى عدد الجزيئات التي تتقارب من بعضها من أجل إجراء تفاعل أولي، وهو يوافق مجموع المعاملات الستوكيومترية للمتفاعلات في التفاعل الأولي. أي أنها إشارة إلى عدد الجزيئات التي تكون مسؤولة عن تحديد المرحلة المحددة لسرعة التفاعل.
اعتماداً على عدد الجزيئات المشتركة في العملية يمكن أن يكون التفاعل أحادي الجزيء أو ثنائي الجزيء أو ثلاثي الجزيء.

## اقرأ أيضاً
- معدل التفاعل
- درجة التفاعل